# Talenský rajón
Talenský rajón (ukrajinsky Тальнівський район) byl rajón v Čerkaské oblasti na Ukrajině. Hlavním městem bylo Talne a rajón měl přibližně 32 tisíc obyvatel.

## Sídla v rajónu
- Talne